# El caso de Charles Dexter Ward
El caso de Charles Dexter Ward (título original en inglés: The Case of Charles Dexter Ward) es una novela corta escrita por H. P. Lovecraft entre 1927 y 1928. Puede considerarse como una de las principales obras del autor. 

## Contenido
Basada en el conocido asunto de las Brujas de Salem en 1692 y ambientada en su Providence natal, el autor relata los extraños eventos que rodean al protagonista (Charles Dexter Ward) y a su misterioso antepasado, el ocultista Joseph Curwen, desaparecido en vísperas de la Guerra de Independencia de los Estados Unidos. Excelente combinación de relato policial con los Mitos de Cthulhu con un emocionante duelo  mágico como final.

## Sinopsis
El personaje principal, Charles Dexter Ward, es un joven de una familia inglesa y acaudalada que (al comienzo de la historia) se dice ha desaparecido después de un período de locura que se venía gestando desde hace un tiempo, acompañado por menores, aunque inquietantes, alteraciones fisiológicas. La historia se cuenta desde la perspectiva de la investigación del doctor Marinus Bicknell Willet sobre la causa que hizo perder la cordura a Ward, además de tan extrañas modificaciones físicas. 

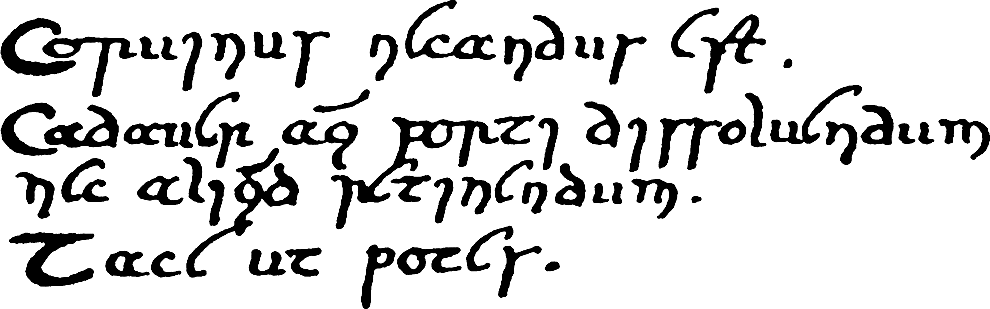
Texto incluido en la obra.

Al comienzo de la historia nos enteramos de que Ward es descendiente de Joseph Curwen, un personaje extraño que realizaba ritos alquimistas con propósitos nigrománticos. Ward descubre el legado de Curwen y retoma la investigación de éste. Luego de regresar de viajes donde se hizo con saberes ocultos y oscuras amistades, vuelve a Providence para buscar la tumba de su antepasado.
Finalmente empieza el descenso definitivo de Ward a la locura, una degradación tanto física como psicológica que lleva finalmente a un desenlace donde se unen la fascinación por lo antiguo, la maldición familiar, oscuros rituales y secretos arcanos tan indecibles que la ciencia no debiera hallar jamás.

## Recepción crítica
Baird Searles descubrió que «el gran conocimiento de H. P. Lovecraft sobre la historia de Nueva Inglaterra proporciona un trasfondo convincente» para la historia.